# Berryz Kobo
Berryz Kobo (Berryz 工房) (às vezes chamado de Berryz Kōbō ou Berryz Koubou), foi um grupo de J-Pop formado somente por garotas do Hello! Project. Elas atuam desde 2004 e é o grupo mais estável do Hello! Project, com somente uma integrante graduada.

## História
Elas foram anunciadas pelo Hello! Project em um evento do clube em 14 de janeiro de 2004. O Hello! Project promoveu a banda lançando três singles com diferença de um mês umas das outras, a partir de março de 2004, com "Anata wa Nashi de Ikite Yukenai".
Em fevereiro de 2007, o Berryz Kobo fez notícia após ter sido anunciado que o grupo iria realizar um concerto no Saitama Super Arena em 1 de abril. Não foram só os ingressos para os dois espectáculos esgotados (de um total de 20.000 lugares) quase dois meses antes da estreia, mas também o evento marcou um recorde histórico em que o grupo se tornou o primeiro a realizar na arena, cujos membros em média não tem mais que 14 anos de idade (superando a baixa anterior de 16,3 fixado pelo Morning Musume, quatro anos antes). Em 2008, o grupo recebeu o Prêmio de Melhor Estreante da Ásia no Asia Song Festival.

## Integrantes
| Nome                           | Data de nascimento               | Cor        | Posição                                                           | Anos em atividade |
| ------------------------------ | -------------------------------- | ---------- | ----------------------------------------------------------------- | ----------------- |
| Shimizu Saki (清水 佐紀)       | 22 de novembro de 1991 (32 anos) | Amarelo    | Capitã, Vocalista de Apoio, Rapper Principal, Dançarina Principal | 2004-2015         |
| Tsugunaga Momoko (嗣永 桃子)   | 6 de março de 1992 (32 anos)     | Rosa       | Vocalista Líder                                                   | 2004-2015         |
| Tokunaga Chinami (徳永 千奈美) | 22 de maio de 1992 (32 anos)     | Laranja    | Vocalista de Apoio                                                | 2004-2015         |
| Sudo Maasa (須藤 茉麻)         | 3 de julho de 1992 (32 anos)     | Azul       | Vocalista de Apoio                                                | 2004-2015         |
| Natsuyaki Miyabi (夏焼雅)      | 25 de agosto de 1992 (31 anos)   | Roxo       | Sub-Capitã, Vocalista Principal, Dançarina Líder, Rapper Líder    | 2004-2015         |
| Ishimura Maiha (石村舞波)      | 22 de novembro de 1992 (31 anos) | Azul Claro | Vocalista de Apoio                                                | 2004-2005         |
| Kumai Yurina (熊井友理奈)      | 3 de agosto de 1993 (31 anos)    | Verde      | Vocalista Líder                                                   | 2004-2015         |
| Sugaya Risako (菅谷梨沙子)     | 4 de abril de 1994 (30 anos)     | Vermelho   | Vocalista Principal, A Mais Nova do Grupo                         | 2004-2015         |